# 高輔辰
高輔辰（？—？年），字欽亮，北直隸永平府滦州籍，湖廣安陆人，明末清初政治人物。

## 生平
天啓四年（1624年）甲子科中式順天鄉試第九十三名舉人，崇禎十六年（1643年）癸未科會試第一百二十四名，三甲第一百二十名進士，吏部觀政，次年授河南安陽縣知县。明亡仕清，順治二年任范县知县，在任五月，称病辞官。

## 家族
曾祖高玉，赠资政大夫兵部尚書。祖父高吉昌，岁贡，赠资政大夫兵部尚書。父高第，萬曆己丑進士，经略四镇兵部尚書。